# Mahmood Al-Mushaifri
Mahmood Mabrook Nasib Al Mushaifri, noto semplicemente come Mahmood Al-Mushaifri (in arabo محمود مبروك نسيب‎?; Rustaq, 14 gennaio 1993), è un calciatore omanita, difensore dell'Al-Nasr e della Nazionale omanita.

## Carriera

### Club
Ha giocato nella prima divisione omanita.

### Nazionale
Con la nazionale omanita ha preso parte alla Coppa d'Asia 2019 ed alla Coppa d'Asia 2023.